# مرت یلماز
مرت یلماز (انگلیسی: Mert Yılmaz؛ زادهٔ ۸ مارس ۱۹۹۹) بازیکن فوتبال اهل آلمان است.
از باشگاه‌هایی که در آن بازی کرده‌است می‌توان به باشگاه فوتبال لایپزیگ و باشگاه فوتبال بایرن مونیخ اشاره کرد.
وی همچنین در تیم‌های ملی فوتبال Turkey national under-19 football team و زیر ۲۱ سال ترکیه بازی کرده‌است.